# Chuyến bay 574 của Adam Air
Chuyến bay 574 của Adam Air là một máy bay chở khách nội địa của hãng Adam Air giữa các thành phố của Indonesia Surabaya (SUB) và Manado (MDC) mà bị rơi tại eo biển Makassar gần Polewali thuộc đảo Sulawesi vào ngày 1 tháng 1 năm 2007 do lỗi hệ thống dẫn đường IRS với tốc độ vượt ngưỡng siêu thanh (gần 54,000 ft/phút). Tất cả 102 người trên khoang thiệt mạng, số người chết cao nhất của bất kỳ tai nạn hàng không liên quan đến một máy bay Boeing 737-400.